# Beremendi-kristálybarlang
A Beremendi-kristálybarlang 1988 óta Magyarország fokozottan védett barlangjai közül az egyik. A Villányi-hegységben, a Duna–Dráva Nemzeti Park területén található. A hegységben még egy fokozottan védett barlang van, a Nagyharsányi-kristálybarlang. A hegység második leghosszabb barlangja.

## Leírása
A beremendi Szőlő-hegyen nyílik, a Duna-Dráva Cement Kft. Beremendi Cementgyára, a korábbi Beremendi Cement Művek mészkőbányájában. A hévizek hozták létre bonyolult járatrendszerét kréta időszaki mészkőben. A barlangot kisebb-nagyobb kürtők, aknák, fülkék és tágas termek tagolják. A langyos karsztvíz most is megfigyelhető alsó járataiban, 19,5 °C-os barlangi tavak formájában. A Tavas-terem tava 10 m² vízfelületű.
Levegőjének hőmérséklete a hazai barlangi átlaghoz viszonyítva sokkal magasabb, 15–19 °C. Felfedezése óta le van zárva. Bejárásának megkönnyítése miatt alumíniumlétrákat szereltek be. A Duna–Dráva Nemzeti Park Igazgatóság engedélyével, tudományos céllal látogatható, amihez elég a barlangjáró alapfelszerelés. A képződmények megóvása miatt tiszta ruhát kell viselni és elektromos világítóeszközt kell használni. A természetvédelmi törvénynek köszönheti a megmaradását. Egy védőpillér szolgálja a védelmét a működő bánya területén.
A több szintben elhelyezkedő járataiban gömbfülkék találhatók. A kiválásainak a leglátványosabb elemei a hófehér borsókövek és a tűs aragonitkristályok, az utóbbinak a jól fejlett, fennőtt kristályaira utal a kristálybarlang név. Az ásványtani különlegessége a borsókövek tetején megjelenő, helyenként tejfehér hegyitej, aminek az anyagát egy ritka ásvány, a nagyon lágy huntit alkotja. A barlangi környezetben megjelenő huntitot először Magyarországon írták le, Dorogról. Jelentősek még a karfiol alakú képződményei és a borsókővel borított felszínű függőcseppkövei is, a víz alatt pedig bárányfelhőkre hasonlító, vastag, gömbszerű kalcitbevonatok vannak.
Innen került elő a legteljesebb magyarországi kardfogú tigris maradvány, amit Epimachairodus latidensnek határoztak meg. Jánossy Dénes és Topál György, a Természettudományi Múzeum munkatársai végezték az őslénytani leletek vizsgálatát, amiből alsó pleisztocén kori cickányleleteket és pocokmaradványokat azonosítottak. A Villányi-hegység térségének lelőhelyei közül először a Beremendi-kristálybarlangból mutattak ki jelentős denevérfaunát és nagyemlősök viszonylag ép maradványai is előkerültek. Magyarországon azelőtt ismeretlen vadjuhfaj és antilopfaj csontok is napvilágot láttak.
Előfordul a barlang az irodalmában Beremend 16. sz. lelőhely, Beremend Crystal Cave (Takácsné, Eszterhás, Juhász, Kraus 1989), Beremend Crystal-cave (Takácsné, Eszterhás, Juhász, Kraus 1989) és Beremendi kőbánya 116-os szint új barlangja neveken is.

## Megközelítése
A Magyarbólytól Beremend központjáig húzódó 5706-os út felől közelíthető meg a legegyszerűbben, a kőbánya üzemi útjain, majd turistaösvényeken keresztül.

## Kutatástörténet
1984. november 12-én fedezték fel a barlangot kőfejtés során. Elsőként a bánya üzemvezetője, Magusics Mihály járt benne, majd a bejelentése után a Barlangtani Osztály két munkatársa, Kárpát József és Takácsné Bolner Katalin vizsgálták meg az új barlangot. A barlang először, 1984. november 23-án lett említve nyomtatásban, a Dunántúli Naplóban. A Csont-ág bejárásakor karvastagságú végtagcsontok meredtek elő az agyagkitöltésből. Az év végére elérte a barlang hossza a 400 m-t. 1985-ben Kárpát József készítette el a barlang térképét. Az 1986. évi Karszt és Barlangban megjelent bibliográfia regionális bibliográfia részében szerepel a barlang Beremendi-kristálybarlang néven. Az összeállítás szerint a Karszt és Barlangban publikált írások közül 1 foglalkozik a barlanggal.
Az 1987. december 31-i állapot alapján Magyarország 29. leghosszabb barlangja a 4150 barlangkataszteri egységben lévő, 700 m hosszú Beremendi-kristálybarlang. A 30. leghosszabb barlang (Mexikó-völgyi-víznyelőbarlang) szintén 700 m hosszú. Az összeállítás szerint az 1977. évi Karszt és Barlangban közölt hosszúsági listában a Beremendi-kristálybarlang nincs benne. Az 1987. december 31-i állapot alapján Magyarország 56. legnagyobb függőleges kiterjedésű barlangja a 4150 barlangkataszteri egységben lévő, 53 m függőleges kiterjedésű Beremendi-kristálybarlang. Az 57. legnagyobb függőleges kiterjedésű barlang (Rákóczi 2. sz. barlang) szintén 53 m függőleges kiterjedésű. Az összeállítás szerint az 1977. évi Karszt és Barlangban közölt mélységi listában a Beremendi-kristálybarlang nincs benne. Függőleges kiterjedése az 1985-ben készült hosszmetszeti térkép alapján lett megállapítva. A barlang a térkép szerint 15 m magas, 38 m mély és a vízszinttől mérve 9 m mély.
1988. október 1-től a környezetvédelmi és vízgazdálkodási miniszter 7/1988. (X. 1.) KVM rendeletének (6. §. 2. pont, illetve 5. sz. melléklet) értelmében a Villányi-hegységben lévő Beremendi-kristálybarlang fokozottan védett barlang. Fokozottan védett barlang genetikai, morfológiai, hidrológiai, ásványtani és őslénytani jelentősége, valamint mérete miatt lett. Az 1988. évi Karszt és Barlangban közölve lett, hogy a Villányi-hegységben elhelyezkedő Beremendi-kristálybarlang bekerült Magyarország fokozottan védett barlangjai közé. Magyarországon a Beremendi-kristálybarlanggal együtt 108 barlang van fokozottan védve.
Az 1989. évi Karszt és Barlangban lévő, Magyarország barlangjai című összeállításban szó van arról, hogy a Villányi-hegység legjelentősebb barlangjai a hegység előterében fekvő Beremendi-rögben vannak. A környező síkságból alig 50 m-re kiemelkedő kis mészkőrögben a kőbányászat tárta fel a melegvizes keletkezésű, jelenleg is (részben) langyos karsztvízzel kitöltött üregek, aknák tucatját. Közülük legnagyobb az 1984-ben megnyílt Beremendi-kristálybarlang. A 700 m hosszú, szövevényes üregrendszer meghatározó formaelemei a gömbfülkék. Gazdag ásványegyüttesében megtalálható, a hófehér borsókövek és tűs aragonitok mellett, a ritkaságnak számító, tejfehér masszacsomókat alkotó huntit is. A barlang felső részein talált csontleletek alapján megállapítható, hogy a barlang minden bizonnyal elérte fejlődése során, egy régebbi nyitott hasadék kitöltését. (Hasonló kronológiai jelentőségű leletanyagot szolgáltató, kitöltött hasadékok a hegység más pontjain is vannak.)
A publikációban lévő 1. ábrán (Magyarország térkép) be van mutatva a barlang földrajzi elhelyezkedése. A folyóirat 1989. évi különszámában napvilágot látott ennek az utóbbi tanulmánynak az angol nyelvű változata (The caves of Hungary). Ebben a tanulmányban Beremend Crystal Cave a barlang neve. Az angol nyelvű tanulmányhoz mellékelve megjelent egy olyan lista, amelyben Magyarország leghosszabb barlangjai vannak felsorolva. A felsorolás szerint a Villányi-hegységben fekvő, 700 m hosszú Beremendi-kristálybarlang (Beremend Crystal-cave) 1988-ban Magyarország 29. leghosszabb barlangja.
1998. május 14-től a környezetvédelmi és területfejlesztési miniszter 13/1998. (V. 6.) KTM rendelete szerint a Duna–Dráva Nemzeti Park Igazgatóság illetékességi területén, a Villányi-hegységben található Beremendi-kristálybarlang az igazgatóság engedélyével látogatható. 2001. május 17-től a környezetvédelmi miniszter 13/2001. (V. 9.) KöM rendeletének értelmében a Villányi-hegység területén lévő Beremendi-kristálybarlang fokozottan védett barlang. Egyidejűleg a fokozottan védett barlangok körének megállapításáról szóló 1/1982. (III. 15.) OKTH rendelkezés hatályát veszti.
A 2003-ban kiadott, Magyarország fokozottan védett barlangjai című könyvben található, Egri Csaba és Nyerges Attila által készített hosszúsági lista szerint a Villányi-hegységben lévő és 4150-1 barlangkataszteri számú Beremendi-kristálybarlang Magyarország 35. leghosszabb barlangja 2002-ben. A 2002-ben 700 m hosszú barlang 1987-ben is 700 m hosszú volt. A könyvben található, Egri Csaba és Nyerges Attila által készített mélységi lista szerint a Villányi-hegységben lévő és 4150-1 barlangkataszteri számú Beremendi-kristálybarlang Magyarország 68. legmélyebb barlangja 2002-ben. A 2002-ben 53 m mély barlang 1987-ben is 53 m mély volt.
A 2005-ben megjelent, Magyar hegyisport és turista enciklopédia című kiadványban önálló szócikke van a barlangnak. A könyv szerint a Beremendi-kristálybarlangnak a Villányi-hegységben lévő beremendi Szőlő-hegyen, 124 m tszf. magasságban van a bejárata. 1988 óta fokozottan védett barlang. A Beremendi Cement Művek mészkőbányájában 1984-ben bányaműveléssel feltárt szövevényes barlang. Hévizek hozták létre. Alsó járatai a langyos karsztvizekkel jelenleg is közvetlen kapcsolatban vannak. A kréta mészkőben keletkezett, 700 m hosszú, több szintes barlangot tág termek, kisebb-nagyobb fülkék, aknák és kürtők tagolják. Legszebb formaeleme a gömbfülke. Ásványkiválásai a hófehér borsókövek, a tömegesen előforduló tűs aragonit, a huntit (tejfehér, lágy ásványritkaság) és a borsókővel díszített cseppkövek.
Langyos, 19,5 °C-os karsztvíz van a mélypontján található tavakban. A magyarországi átlagnál sokkal magasabb a léghőmérséklete, 15–19 °C. Üledékéből alsó pleisztocén pocok- és cickánylelet mellett, a hegységben elsőként került elő jelentős denevérfauna, illetve kardfogú tigris és egy, az országban korábban ismeretlen vadjuh- és antilopfaj csontanyaga is. A természetvédelmi törvénynek köszönheti a barlang a megmaradását. Az aktív bányán belül kialakított védőpillér biztosítja megóvását. Csak engedéllyel, szakmai indokok alapján tekinthető meg a lezárt barlang. Surányi Csaba búvár-barlangkutató szócikkében meg van említve, hogy Surányi Csaba részt vett a beremendi mészkőbánya víz alatti barlangjainak kutatásában.
2005. szeptember 1-től a környezetvédelmi és vízügyi miniszter 22/2005. (VIII. 31.) KvVM rendelete szerint a Duna–Dráva Nemzeti Park Igazgatóság működési területén, a Villányi-hegységben található Beremendi-kristálybarlang a felügyelőség engedélyével látogatható. 2005. szeptember 1-től a környezetvédelmi és vízügyi miniszter 23/2005. (VIII. 31.) KvVM rendelete szerint a Villányi-hegységben lévő Beremendi-kristálybarlang fokozottan védett barlang. 2007. március 8-tól a környezetvédelmi és vízügyi miniszter 3/2007. (I. 22.) KvVM rendelete szerint a Duna–Dráva Nemzeti Park Igazgatóság működési területén lévő Villányi-hegységben elhelyezkedő Beremendi-kristálybarlang az igazgatóság engedélyével tekinthető meg.
2013. július 19-től a vidékfejlesztési miniszter 58/2013. (VII. 11.) VM rendelete szerint a Beremendi-kristálybarlang (Villányi-hegység, Duna–Dráva Nemzeti Park Igazgatóság működési területe) az igazgatóság hozzájárulásával látogatható. 2015. november 3-tól a földművelésügyi miniszter 66/2015. (X. 26.) FM rendelete szerint a Beremendi-kristálybarlang (Villányi-hegység) fokozottan védett barlang. A 2017 novemberében megjelent Földalatti Magyarország Naptár 2018 januári oldalán a barlang egyik részlete látható. A fényképet Kovács Richárd készítette. 2021. május 10-től az agrárminiszter 17/2021. (IV. 9.) AM rendelete szerint a Beremendi-kristálybarlang (Villányi-hegység, Duna–Dráva Nemzeti Park Igazgatóság működési területe) az igazgatóság engedélyével látogatható. A 13/1998. (V. 6.) KTM rendelet egyidejűleg hatályát veszti.